# Lista de filmes com temática LGBT de 2000
Esta é uma lista de filmes que contém personagens e/ou temática lésbica, gay, bissexual, ou transgênero lançados em 2000.
| Título                                                                      | Diretor                                    | País                                           | Gênero                              | Elenco | Anotações |
| --------------------------------------------------------------------------- | ------------------------------------------ | ---------------------------------------------- | ----------------------------------- | --- | --- |
| 101 Rent Boys                                                               | Fenton Bailey, Randy Barbato               | EUA                                            | Documentário                        | | trad. 101 Garotos de Programa Detalha a vida de 101 prostitutos diferentes de Los Angeles                                                                      |
| 101 Reykjavík                                                               | Baltasar Kormákur                          | Islândia, Dinamarca, França, Noruega, Alemanha | Comédia                             | Victoria Abril, Hilmir Snær Guðnason, Hanna María Karlsdóttir                                                          | Um homem de 30 anos que mora com a mãe descobre que ela está tendo um caso com sua professora de flamenco                                                      |
| About Adam                                                                  | Gerard Stembridge                          | Irlanda                                        | Comédia, Romance, Drama             | Kate Hudson, Frances O'Connor, Tommy Tiernan, Stuart Townsend, Cathleen Bradley, Brendan Dempsey                       | trad. As Mulheres de Adam |
| Almejas y mejillones                                                        | Marcos Carnevale                           | Argentina                                      | Comédia                             | Leticia Brédice, Jorge Sanz, Antonio Gasalla, Loles León, Silke, Divina Gloria                                         | Um biólogo marinho aluga uma casa à beira-mar e se apaixona pela dona do imóvel, sem saber que ela é lésbica                                                   |
| Amazones 2000                                                               | Florence Fradelizi                         | França                                         | Documentário                        | | Uma viagem pela França e a Itália na época do Orgulho Mundial e do Jubileu                                                                                     |
| And Then Came Summer                                                        | Jeff London                                | EUA                                            | Drama, Romance                      | Jesse Petrick, Mathieu Smith, Mark Bennington, Rusty Burns, Alec Call, Rosilee Cavillo                                 | Dois adolescentes se apaixonam durante uma reunião entre família e amigos                                                                                      |
| Animal Factory                                                              | Steve Buscemi                              | EUA                                            | Drama                               | Willem Dafoe, Edward Furlong, Danny Trejo, Mark Boone Jr., Seymour Cassel, Mickey Rourke                               | |
| Annemarie Schwarzenbach: Une Suisse Rebelle                                 | Carole Bonstein                            | Suíça                                          | Documentário, Biográfico            | Annemarie Schwarzenbach                                                                                                | Sobre a repórter e escritora Annemarie Schwarzenbach |
| Apostles of Civilised Vice                                                  | Zackie Achmat                              | África do Sul                                  | Documentário                        | | A história da homossexualidade na África do Sul da época colonial até o presente                                                                               |
| Artists in Exile: A Story of Modern Dance in San Francisco                  | Shelley Trotter, Austin Forbord            | EUA                                            | Documentário                        | Remy Charlip, Della Davidson, Kim Epifano, Joe Goode, Joanna Haigood, Anna Halprin                                     | Segue mais de quarenta anos de coreógrafos e dançarinos da área da Baía de São Francisco                                                                       |
| Auslandstournee                                                             | Ayşe Polat                                 | Alemanha                                       | Comédia, Drama                      | Özay Fecht, Hilmi Sözer, Birol Ünel, Martin Glade                                                                      | Depois da morte de seu pai, uma garotinha procura a mãe que nunca conheceu com a ajuda de um cantor de cabaré gay                                              |
| Baise-moi                                                                   | Virginie Despentes, Coralie                | França                                         | Crime, Suspense, Erótico            | Karen Lancaume, Raffaela Anderson, Delphine McCarty, Ouassini Embarek, Patrick Kodjo Topou, Lisa Marshall              | Duas jovens passam por traumas, são marginalizadas pela sociedade, e embarcam em uma jornada destrutiva de sexo e violência                                    |
| Beat                                                                        | Gary Walkow                                | EUA                                            | Drama                               | Kiefer Sutherland, Courtney Love, Ron Livingston, Norman Reedus, Sam Trammell, Alec Von Bargen                         | trad. Anos Loucos ou Geração Beat Focado nas semanas levando ao assassinato acidental da escritora Joan Vollmer por seu marido William S. Burroughs            |
| Before Night Falls                                                          | Julian Schnabel                            | EUA                                            | Biográfico, Drama                   | Javier Bardem, Olivier Martinez, Johnny Depp, Héctor Babenco                                                           | Sobre a vida de Reinaldo Arenas, baseado em sua autobiografia e no documentário Havana de Jana Boková                                                          |
| Benjamin Smoke                                                              | Jem Cohen, Peter Sillen                    | EUA                                            | Documentário                        | Benjamin Dickerson, Tim Campion, Brian Halloran, Coleman Lewis, Bill Taft, Patti Smith                                 | Documenta 10 anos da vida do cantor e compositor e vocalista drag das bandas Smoke e Opal Foxx Quartet                                                         |
| Best Actress                                                                | Harvey Frost                               | EUA                                            | Crime, Comédia                      | Jaime Pressly, Rachel Hunter, Anthony Stewart Head, Jordan Ladd, Elisa Donovan, María Conchita Alonso                  | Um repórter assassinado narra sua investigação das vidas de cinco mulheres nomeadas ao Oscar de melhor atriz                                                   |
| Best in Show                                                                | Christopher Guest                          | EUA                                            | Comédia                             | Jay Brazeau, Parker Posey, Michael Hitchcock, Catherine O'Hara, Eugene Levy, Lewis Arquette                            | trad. O Melhor do Show Mocumentário sobre personalidades do circuito de exposição de cães                                                                      |
| Between Two Women                                                           | Steven Woodcock                            | Reino Unido                                    | Drama                               | Barbara Marten, Andrina Carroll, Andrew Dunn                                                                           | A esposa de um operário se apaixona por uma professora no norte da Inglaterra industrial dos anos 50                                                           |
| Big Eden                                                                    | Thomas Bezucha                             | EUA                                            | Romance                             | Arye Gross, Eric Schweig, Tim DeKay, Louise Fletcher, Corinne Bohrer, Nan Martin                                       | trad. De Volta ao Paraíso Um artista plástico nova-iorquino precisa voltar à sua cidade natal para cuidar do avô adoecido                                      |
| Billy Elliot                                                                | Stephen Daldry                             | Reino Unido, França                            | Drama, Comédia                      | Julie Walters, Gary Lewis, Jamie Bell, Jamie Draven, Stuart Wells, Adam Cooper, Jean Heywood                           | |
| Blackmale                                                                   | George Baluzy, Mike Baluzy                 | EUA                                            | Suspense, Ação                      | Bokeem Woodbine, Roger Rees, Justin Pierce, Sascha Knopf, Erik Dellums, Johnathan Staci Kim                            | Dois homens desesperados tentam chantagear um médico psicótico que pode ser um serial-killer                                                                   |
| Les Blessures assassines                                                    | Jean-Pierre Denis                          | França                                         | Crime, Drama                        | Sylvie Testud, Julie-Marie Parmentier, Isabelle Renauld, François Levantal, Dominique Labourier, Jean-Gabriel Nordmann | trad. O Caso das Irmãs Assassinas Baseado no romance L'affaire Papin de Paulette Houdyer, que conta a história e os crimes cometidos por Christine e Léa Papin |
| Blossoms of Fire                                                            | Maureen Gosling, Ellen Osborne             | México, EUA                                    | Documentário                        | | Celebra as vidas extraordinárias do povo Zapoteca do sul de Oaxaca                                                                                             |
| Bon Plan                                                                    | Jérôme Lévy                                | França                                         | Comédia                             | Ludivine Sagnier, Veronique Balme, Marie Gili-Pierre, Thomas Blanchard, Pascal Reneric                                 | Um grupo de jovens faz uma viagem de trem pela Europa |
| Borstal Boy                                                                 | Peter Sheridan                             | Reino Unido, Irlanda                           | Drama, Romance                      | Shawn Hatosy, Danny Dyer, Lee Ingleby, Michael York, Eva Birthistle, Mark Huberman                                     | Baseado no romance autobiográfico homônimo de Brendan Behan, e na adaptação teatral de Frank McMahon                                                           |
| A Boy Named Sue                                                             | Julie Wyman                                | EUA                                            | Documentário                        | | Documenta a vida de Theo, um homem trans passando por vários estágios de sua transição                                                                         |
| La brèche de Roland                                                         | Arnaud Larrieu, Jean-Marie Larrieu         | França                                         | Comédia, Drama                      | Mathieu Amalric, Cécile Reigher, Anaïs Chunleau, Julien Rivière                                                        | Sobre os conflitos dentro de uma família de alpinistas |
| The Broken Hearts Club: A Romantic Comedy                                   | Greg Berlanti                              | EUA                                            | Comédia, Romance, Drama             | Zach Braff, Dean Cain, Andrew Keegan, Nia Long, Mary McCormack, Timothy Olyphant, Billy Porter                         | trad. O Clube dos Corações Partidos Segue a vida de um grupo de amigos gay de West Hollywood                                                                   |
| Bruno                                                                       | Shirley MacLaine                           | EUA                                            | Comédia                             | Alex D. Linz, Shirley MacLaine, Gary Sinise, Kathy Bates, Joey Lauren Adams, Jennifer Tilly                            | Sobre um garoto prodígio que só quer poder expressar sua individualidade                                                                                       |
| Bukak Api                                                                   | Osman Ali                                  | Malásia                                        | Documentário                        | Mislina Mustaffa | Feito para conscientizar a comunidade de prostitutas em Kuala Lumpur sobre a AIDS                                                                              |
| Call to Witness                                                             | Pam Walton                                 | EUA                                            | Documentário                        | Steve Sabin | Sobre pastores luteranos abertamente gays e lésbicas que lutam contra sua própria comunidade para continuar a exercer sua profissão                            |
| Care                                                                        | Antonia Bird                               | Reino Unido                                    | Drama                               | Steven Mackintosh, Jaye Griffiths, Maria Pride, Charlotte Cornwell, Lynn Hunter, Richard Harrington                    | [ 29 ] |
| Cecil B. Demented                                                           | John Waters                                | EUA                                            | Comédia                             | Melanie Griffith, Stephen Dorff, Alicia Witt, Adrian Grenier, Lawrence Gilliard Jr., Maggie Gyllenhaal                 | trad. Cecil Bem Demente Um grupo de cineastas revolucionários rapta uma atriz famosa idosa e planejam um filme que que ataque Hollywood                        |
| Certain Guys                                                                | Stephen James                              | EUA                                            | Comédia                             | Thomas McCarthy, Melora Hardin, Jerry Hardin, Louanne Stephens, Diedrich Bader, Dulcy Rogers                           | Cinco velhos amigos se reencontram em um casamento, e cada um tem uma crise diferente ao longo do fim de semana                                                |
| Chrissy                                                                     | Jacqui North                               | Austrália                                      | Documentário                        | Jacqui North | Uma mulher revela para a família que é soropositiva |
| A Chronicle of Corpses                                                      | Andrew Repasky McElhinney                  | EUA                                            | Terror, Drama                       | Marj Dusay, Oliver Wyman, Margot White, Ryan Foley, Jerry Perna, Kevin Mitchell Martin                                 | Segue uma família nobre que caiu na pobreza no século XIX |
| Chuck & Buck                                                                | Miguel Arteta                              | EUA                                            | Comédia, Drama                      | Mike White, Chris Weitz, Lupe Ontiveros, Beth Colt, Paul Weitz                                                         | trad. Chuck & Buck: O Passado te Persegue Um homem infantil procura um amigo de infância após a morte de sua mãe                                               |
| Common Ground                                                               | Donna Deitch                               | EUA                                            | Drama                               | Brittany Murphy, Jason Priestley, Steven Weber, Jonathan Taylor Thomas, Edward Asner, James LeGros                     | trad. Segredos e Confissões Contém três curtas com temática homossexual                                                                                        |
| La Confusion des genres                                                     | Ilan Duran Cohen                           | França                                         | Romance, Drama, Comédia             | Pascal Greggory, Nathalie Richard, Julie Gayet, Alain Bashung, Cyrille Thouvenin, Vincent Martinez                     | trad. A Confusão de Gêneros Um advogado bissexual está dormindo com sua chefe, seu cliente culpado, a namorada deste, e um jovem metido                        |
| Could Be Worse!                                                             | Zack Stratis                               | EUA                                            | Musical                             | Eustathios Stratis, Evmorphia Stratis, Gus Stratis, Olympia Stratis, Theodora Stratis, Zack Stratis                    | O diretor apresenta sua família greco-americana disfuncional                                                                                                   |
| Crazy                                                                       | Hans-Christian Schmid                      | Alemanha                                       | Drama                               | Robert Stadlober, Tom Schilling, Oona-Devi Liebich, Julia Hummer, Dagmar Manzel, Burghart Klaußner                     | [ 38 ] |
| Cruel Intentions 2                                                          | Roger Kumble                               | EUA                                            | Comédia, Drama                      | Robin Dunne, Sarah Thompson, Amy Adams, Barry Flatman, Mimi Rogers, Barclay Hope, Tane McClure                         | |
| Cut                                                                         | Kimble Rendall                             | Austrália, EUA                                 | Terror                              | Molly Ringwald, Frank Roberts, Kylie Minogue, Geoff Revell, Stephen Curry, Jessica Napier                              | |
| Dakhtaran-e khorshid                                                        | Maryam Shahriar                            | Irã                                            | Drama                               | Altinay Ghelich Taghani, Soghra Karimi, Zahra Mohammadi, Habib Haddad                                                  | Também conhecido como Daughters of the Sun Uma jovem tem seu cabelo cortado e é enviada a um vilarejo como um menino para arranjar um emprego                  |
| Dark and Lovely, Soft and Free                                              | Paulo Alberton, Graeme Reid                | África do Sul                                  | Documentário                        | Zakhi Radebe | Segue uma rede de cabeleireiros queer e seus amigos pelas pequenas cidades, áreas rurais, e periferias da África do Sul                                        |
| Dear Diary: The Story of Two Women In Love                                  | Karl Petry                                 | EUA                                            | Drama                               | Jo-Ann Barton, Mary de Michele, Deana Enoches, Lou Pennacchio                                                          | Se recuperando de um coração partido, uma roqueira se apaixona por sua professora de computação                                                                |
| Deathrow                                                                    | Joel Lamangan                              | Filipinas                                      | Drama                               | Eddie Garcia, Cogie Domingo, Angelika dela Cruz, Jaclyn Jose, Allan Paule, Pen Medina                                  | Um adolescente é acusado de assassinato e colocado no corredor da morte                                                                                        |
| Desertion                                                                   | Mike Esser                                 | África do Sul                                  | Experimental, Erótico               | Vaughan Harris, Michael Jonker, Marcos Carmargo, Storm Killian, Estefan du Prez, Johan Odendaal,                       | Também conhecido como Sirocco Imagens eróticas de homens na praia e no deserto                                                                                 |
| Desi’s Looking for a New Girl                                               | Mary Guzmán                                | EUA                                            | Comédia                             | Desi del Valle, Yesenia Aguirre, Sandra Carola, Rosa Medina, Michelle T. Cordero, Richard A. Bracho                    | Depois de ser largada por sua namorada, uma mulher entra em depressão, e seus amigos tentam encontrar um novo amor para ela                                    |
| Dirty Pictures                                                              | Frank Pierson                              | EUA                                            | Drama                               | James Woods, Craig T. Nelson, Diana Scarwid, Leon Pownall, Matt North, David Huband                                    | O diretor de um museu é processado em 1990 por exibir fotografias sadomasoquistas de Robert Mapplethorpe                                                       |
| Dokuritsu Shonen Gasshoudan (独立少年合唱団)                                | Akira Ogata                                | Japão                                          | Drama                               | Atsushi Ito, Sora Tôma, Teruyuki Kagawa, Ryoko Takizawa, Ken Mitsuishi, Reita Serizawa                                 | As vidas de dois garotos órfãos se entrelaçam quando os dois entra para o coro da escola                                                                       |
| Drift                                                                       | Quentin Lee                                | Canadá                                         | Drama, Romance                      | Reggie Lee, Andy Steinlen, Jonathon Roessler, Desi del Valle, Sebastien Guy, T. Jerram Young                           | trad. Amor à Deriva Um triângulo amoroso entre um jovem roteirista, seu namorado, e um universitário aspirante a escritor                                      |
| Drôle de Félix                                                              | Olivier Ducastel, Jacques Martineau        | França                                         | Comédia, Drama                      | Sami Bouajila, Patachou, Ariane Ascaride, Pierre-Loup Rajot, Charly Sergue, Maurice Bénichou                           | trad. A Família de Félix Um jovem gay soropositivo de descendência árabe começa uma jornada até o sul da França para encontrar o pai que ele nunca conheceu    |
| Dr. T e as Mulheres                                                         | Robert Altman                              | EUA, Alemanha                                  | Comédia, Romance                    | Richard Gere, Helen Hunt, Liv Tyler, Kate Hudson, Farrah Fawcett, Laura Dern                                           | |
| Du Poil sous les roses                                                      | Agnès Obadia, Jean-Julien Chervier         | Luxemburgo, França                             | Comédia                             | Julie Durand, Alexis Roucoult, Alice Houri, Jean-Baptiste Penigault, Marina Tomé, Nicolas Duvauchelle                  | Um grupo de adolescentes descobre sua sexualidade |
| East of A                                                                   | Amy Goldstein                              | EUA                                            | Comédia                             | Patrick Breen, Scott Kraft, Adam Arkin, Glen Chin, Rashida Jones, David Alan Grier                                     | Três homens dividem um apartamento em Nova Iorque no final dos anos 80                                                                                         |
| Eban and Charley                                                            | James Bolton                               | EUA, Reino Unido                               | Drama                               | Brent Fellows, Gio Black Peter, Nolan V. Chard, Ron Upton                                                              | Depois da morte de sua mãe, um adolescente vai morar com o pai abusivo e começa um relacionamento com um homem duas vezes a sua idade                          |
| Ellen Degeneres: The Beginning                                              | Joel Gallen                                | EUA                                            | Documentário                        | Ellen DeGeneres | Stand up da comediante lésbica Ellen DeGeneres |
| En malas compañías                                                          | Antonio Hens                               | Espanha                                        | Curta, Comédia                      | Israel Rodríguez, Pablo Puyol, Antonio Álamo, Juan Carlos Rubio, Juanma Lara                                           | As aventuras sexuais de um jovem de 16 anos |
| Escape to Life: The Erika and Klaus Mann Story                              | Wieland Speck, Andrea Weiss                | Reino Unido, Alemanha                          | Documentário, Biográfico            | Cora Frost, Albrecht Becker, Christoph Eichhorn, Corin Redgrave, Vanessa Redgrave                                      | Docudrama sobre as vidas tumultuosas de Erika e Klaus Mann, lésbica e gay filhos do escritor Thomas Mann                                                       |
| Esperando al Mesías                                                         | Daniel Burman                              | Argentina                                      | Drama, Comédia                      | Daniel Hendler, Enrique Piñeyro, Héctor Alterio, Melina Petriella, Stefania Sandrelli, Chiara Caselli                  | trad. Esperando o Messias |
| Les étrangers                                                               | Philippe Faucon                            | França                                         | Drama                               | Yamina Amri, Pierre Baux, Mohamed Chabane-Chaouche, Stéphane Ferrara, Nicolas Hamon, Fatima Itim                       | Um jovem franco-argelino se junta às forças das Nações Unidas em Bihác depois de sua família descobrir sua homossexualidade                                    |
| The Eyes of Tammy Faye                                                      | Fenton Bailey, Randy Barbato               | EUA                                            | Documentário                        | RuPaul, Tammy Faye Bakker, Virginia Fairchild, Johnny Grover, Jim Bakker, Lori Graham Bakker                           | Sobre a cantora, escritora, empresária, tele-evangelista e celebridade Tammy Faye                                                                              |
| Faites comme si je n'étais pas là                                           | Olivier Jahan                              | França                                         | Suspense, Drama                     | Jérémie Renier, Aurore Clement, Johan Leysen, Sami Bouajila, Alexia Stresi, Nathalie Richard                           | trad. Faz de Conta Que Não Estou Aqui Um casal vira vizinho de um voyeur solitário                                                                             |
| O Fantasma                                                                  | João Pedro Rodrigues                       | Portugal                                       | Drama                               | Ricardo Meneses, Beatriz Torcato, Andre Barbosa                                                                        | Primeiro filme português a abordar direta e explicitamente um tema homossexual                                                                                 |
| Les filles ne savent pas nager                                              | Anne-Sophie Birot                          | França                                         | Comédia                             | Isild Le Besco, Pascale Bussières, Pascal Elso, Marie Rivière, Karen Alyx, Yelda Reynaud                               | trad. Garotas Não Sabem Nadar Uma adolescente que mora em uma cidadezinha praiana espera a chegada de sua amiga da cidade grande                               |
| Forbidden Fruit                                                             | Sue Maluwa-Bruce                           | Zimbábue, Alemanha                             | Curta, Drama, Romance               | | Duas mulheres de um vilarejo se apaixonam, mas tem que esconder seu romance                                                                                    |
| Forgive and Forget                                                          | Aisling Walsh                              | Reino Unido                                    | Comédia, Drama, Romance             | John Simm, Steve John Shepherd, Laura Fraser, Maurice Roeves, Ger Ryan, Meera Syal                                     | Quando seu melhor amigo começa a namorar, um homem faz de tudo para separar o casal                                                                            |
| Freddie Mercury: The Untold Story                                           | Rudi Dolezal, Hannes Rossacher             | Reino Unido                                    | Documentário, Biográfico            | Freddie Mercury, Brian May, Roger Taylor, John Deacon, Montserrat Caballé, Tim Rice                                    | Sobre a vida do cantor Freddie Mercury |
| Für mich gab's nur noch Fassbinder                                          | Rosa von Praunheim                         | Alemanha                                       | Documentário                        | Irm Hermann, Peer Raben, Ursula Strätz, Hanna Schygulla, Brigitte Mira, Barbara Valentin                               | As atrizes frequentes de Rainer Werner Fassbinder falam sobre o falecido diretor                                                                               |
| Gawi (가위)                                                                 | Byeong-ki Ahn                              | Coreia do Sul                                  | Terror, Crime                       | Gyu-ri Kim, Ji-won Ha, Jeong-yun Choi, Ji-tae Yu, Jun-Sang Yu, Jun Jeong                                               | [ 64 ] |
| Get Your Stuff                                                              | Max Mitchell                               | EUA                                            | Comédia, Drama                      | Cameron Watson, Anthony Meindl, Elaine Hendrix, Patience Cleveland, Grady Hutt, Blayn Barbosa                          | Um casal gay adota um par de irmãos considerados 'crianças problema' para o serviço social                                                                     |
| The Girl                                                                    | Sande Zeig                                 | EUA, França                                    | Mistério, Romance, Drama            | Claire Keim, Agathe De La Boulaye, Cyril Lecomte, Sandra Nkake                                                         | trad. A Garota Uma artista pobre e uma cantora de blues tem uma tórrida paixão                                                                                 |
| Godass                                                                      | Esther Bell                                | EUA                                            | Comédia, Drama                      | Nika Feldman, Preston Miller, Arik Roper, Julianne Nicholson, George Crowley, Fred Schneider                           | Segue as desventuras de uma garota punk com um pai gay |
| Gossip                                                                      | Colin Nutley                               | Suécia                                         | Drama, Comédia                      | Pernilla August, Helena Bergström, Lena Endre, Stina Ekblad, Ewa Fröling, Margaretha Krook                             | Dez atrizes fazem um teste de elenco para uma regravação do filme Rainha Cristina                                                                              |
| Gouttes d'eau sur pierres brûlantes                                         | François Ozon                              | França                                         | Drama                               | Bernard Giraudeau, Malik Zidi, Ludivine Sagnier, Anna Levine                                                           | Baseado na peça Tropfen auf heisse Steine de Rainer Werner Fassbinder                                                                                          |
| Groove                                                                      | Greg Harrison                              | EUA                                            | Drama                               | Hamish Linklater, Denny Kirkwood, Mackenzie Firgens, Lola Glaudini, Steve Van Wormer, Rachel True                      | trad. A Festa Rave Uma noite dentro do mundo das raves de São Francisco                                                                                        |
| Hana a jej bratia                                                           | Vladimír Adásek                            | Eslováquia                                     | Comédia                             | Martin Keder, Marta Zuchova, Lucia Hurajova, Patricia Jariabkova, Vladimir Adasek, Csongor Kassai                      | Primeiro longa metragem da Eslováquia de temática LGBT |
| Harte Jungs                                                                 | Marc Rothemund                             | Alemanha                                       | Comédia                             | Tobias Schenke, Axel Stein, Luise Helm, Mina Tander, Sissi Perlinger, Andrea Sawatzki                                  | trad. Formiga nas Calças |
| History Lessons                                                             | Barbara Hammer                             | EUA                                            | Documentário                        | Ann Maguire, Jane Fine, Cocoa Fusco, David Del Tredici, George Putnam, Eleanor Roosevelt                               | Uma colagem com clipes de filmes e fotos mostrando a história lésbica                                                                                          |
| Holiday Heart                                                               | Robert Townsend                            | EUA                                            | Drama                               | Ving Rhames, Alfre Woodard, Jesika Reynolds, Mykelti Williamson, Johnathan Wesley Wallace, Phil Hayes                  | Uma drag queen acolhe uma viciada em drogas e ajuda a criar a filha dela                                                                                       |
| L'homophobie, ce douloureux problème                                        | Lionel Bernard                             | França                                         | Documentário                        | Daniel Borrillo, Didier Eribon, Caroline Fourest, Peter Tatchell                                                       | Explora as similaridades e as diferenças do ódio homofóbico ao redor do mundo                                                                                  |
| Hoover                                                                      | Rick Pamplin                               | EUA                                            | Biográfico                          | Ernest Borgnine | Performance solo sobre J. Edgar Hoover, controverso fundador do FBI                                                                                            |
| Hubo un tiempo en que los sueños dieron paso a largas noches de insomnio... | Julián Hernández                           | México                                         | Drama                               | Juan Carlos Torres, Mario Oliver, Roberto Cobo, Clarissa Rendón, Salvador Hernández, Miguel Loaiza                     | Um jovem prostituto é apaixonado por seu amigo hétero que não corresponde seus sentimentos                                                                     |
| If These Walls Could Talk 2                                                 | Jane Anderson, Martha Coolidge, Anne Heche | EUA                                            | Romance, Drama                      | Vanessa Redgrave, Chloë Sevigny, Michelle Williams, Sharon Stone, Ellen DeGeneres                                      | Sequência do filme de 1996 |
| I.K.U.                                                                      | Shu Lea Cheang                             | Japão                                          | Erótico, Ficção Científica          | Aja, Akira, Miho Ariga, Myuu Aso, Akechi Denki, Emi                                                                    | [ 77 ] |
| In Bad Taste                                                                | Steve Yeager                               | EUA                                            | Documentário                        | John Waters, Susan Lowe, Jean Hill, Rachel Amodeo, Steve Buscemi, Divine                                               | Sobre a carreira do cineasta John Waters |
| The In Crowd                                                                | Mary Lambert                               | EUA                                            | Suspense                            | Susan Ward, Lori Heuring, Matthew Settle, Nathan Bexton, Tess Harper, Jay R. Ferguson                                  | trad. Falsas Intenções Depois de conseguir um emprego em um clube de campo, uma jovem conhece um grupo de amigos ricos com um segredo tenebroso                |
| In extremis                                                                 | Étienne Faure                              | França                                         | Romance, Drama                      | Sébastien Roch, Julie Depardieu, Jérémy Sanguinetti, Christine Boisson, Aurélien Wiik, Jean-Claude Brialy              | Um homem bissexual envolvido em vários relacionamentos sente uma obrigação em cuidar do filho de uma de suas paixões recém falecida                            |
| An Intimate Friendship                                                      | Angela Evers Hughey                        | EUA                                            | Romance, Drama                      | Lisel M. Gorell, Stacy Marr, Rini Starkey, Tim McMillan, Kerry Leigh LePage                                            | Duas amigas percebem que o amor entre elas vai além da amizade                                                                                                 |
| Invasión Travesti                                                           | Paco Cabezas, Jerónimo de los Santos       | Espanha                                        | Ficção Científica, Comédia          | Damaso Conde, Oren Moreno, Jordi Minguella, Justo Ruiz, Anabela Mira, Beatriz Cotobal                                  | Um grupo de travestis espaciais invadem a Terra e a última mulher heterossexual luta para escapar                                                              |
| Io amo Andrea                                                               | Francesco Nuti                             | Itália                                         | Comédia, Romance                    | Francesco Nuti, Francesca Neri, Agathe de La Fontaine, Marina Giulia Cavalli, Francesca De Rose                        | Um homem recém divorciado se apaixona por uma mulher que já tem namorada                                                                                       |
| Isola: Tajuu Jinkaku Shôjo                                                  | Toshiyuki Mizutani                         | Japão                                          | Ficção Científica                   | Yoshino Kimura, Yu Kurosawa, Ken Ishiguro, Makiko Watanabe, Satomi Tezuka, Susumu Terajima                             | Uma telepata ajuda sobreviventes do terremoto de Kobe e encontra uma garota com distúrbio de múltiplas personalidades                                          |
| Johnny Greyeyes                                                             | Jorge Manzano                              | Canadá                                         | Drama                               | Gail Maurice, Columpa Bobb, Jonathan Fisher, Gloria May Eshkibok, Georgina Lightning, Herbie Barnes                    | Uma jovem indígena está prestes a ser solta da cadeia, feliz com a ideia da liberdade mas relutante a deixar a mulher que ama, outra presidiária               |
| The Journey of Jared Price                                                  | Dustin Lance Black                         | EUA                                            | Drama, Romance                      | Corey Spears, Josh Jacobson, Rocki Cragg, Steve Tyler                                                                  | Um jovem busca sua independência e descobertas sexuais |
| Juste une question d'amour                                                  | Christian Faure                            | França, Bélgica                                | Drama                               | Cyrille Thouvenin, Stéphan Guérin-Tillié, Éva Darlan, Danièle Denie, Idwig Stéphane                                    | |
| Keep the River on Your Right: A Modern Cannibal Tale                        | Laurie Gwen Shapiro, David Shapiro         | EUA                                            | Documentário                        | Tobias Schneebaum, Norman Mailer, Michael Nelson Rockefeller                                                           | Um antropologista aposentado gay revisita as comunidades nativas que ele estudou em sua juventude                                                              |
| King of the Jungle                                                          | Seth Zvi Rosenfeld                         | EUA                                            | Crime, Drama                        | John Leguizamo, Rosie Perez, Julie Carmen, Cliff Gorman, Michael Rapaport, Marisa Tomei                                | Depois da morte de sua mãe, uma ativista lésbica, um jovem deficiente mental procura os assassinos dela                                                        |
| Km. 0                                                                       | Yolanda García Serrano, Juan Luis Iborra   | Espanha                                        | Comédia, Romance, Drama             | Mercè Pons, Carlos Fuentes, Elisa Matilla, Alberto San Juan, Silke, Tristán Ulloa, Concha Velasco                      | trad. Quilômetro Zero As vidas amorosas de 14 pessoas se entrecruzam em uma tarde em Madri                                                                     |
| Krámpack                                                                    | Cesc Gay                                   | Espanha                                        | Comédia, Drama                      | Fernando Ramallo, Jordi Vilches, Marieta Orozco, Esther Nubiola and Chisco Amado                                       | [ 90 ] |
| Lieb mich!                                                                  | Maris Pfeiffer                             | Alemanha                                       | Drama                               | Julia Richter, Naomi Krauss, Oliver Stokowski, Yannick Dittmann, Iris Radunz, Andrea Roye                              | Uma mulher casada se apaixona pela nova professora de seu filho                                                                                                |
| Little Richard                                                              | Robert Townsend                            | EUA                                            | Biográfico, Drama                   | Leon, Jenifer Lewis, Carl Lumbly, Tamala Jones, Mel Jackson, Garrett Morris                                            | Sobre a vida do cantor Little Richard |
| Live Nude Girls Unite                                                       | Vicky Funari, Julia Query                  | EUA                                            | Documentário                        | Julia Query, Jane, Siobhan Brooks, Kristina, Ellen, Darrell                                                            | Mostra as tentativas de empregados de uma boate de strip para formar um sindicato                                                                              |
| Livet är en schlager                                                        | Susanne Bier                               | Suécia, Dinamarca                              | Musical, Comédia                    | Helena Bergström, Jonas Karlsson, Björn Kjellman, Thomas Hanzon, Sissela Kyle                                          | trad. Uma Vez Na Vida Sobre uma mãe solteira obcecada pelo Eurovision que faz de tudo para entrar na competição                                                |
| Lost in the Pershing Point Hotel                                            | Julia Jay Pierrepoint III                  | EUA                                            | Comédia                             | Leslie Jordan, Erin Chandler, Mark Pellegrino, John Ritter, Karen Austin, Marilu Henner                                | Um homem sexualmente reprimido deixa sua cidade conservadora e sai do armário, mas sua baixa autoestima dificulta as coisas                                    |
| Love/Juice                                                                  | Kaze Shindo                                | Japão                                          | Drama, Romance, Comédia             | Mika Okuno, Chika Fujimura, Toshiya Nagasawa, Hidetoshi Nishijima, Okuno Mika, Ryo Morikawa                            | Uma jovem lésbica vira colega de quarto de uma garota aparentemente heterossexual                                                                              |
| Love = (Me)^3                                                               | Agustin                                    | EUA                                            | Comédia                             | Agustin, Evly G. Pacheco, Angélica Ordoñez, Victor Argo, Nubia, Joe Leo                                                | Também conhecido como 3 Play Um jovem latino tem um relacionamento à três com uma mulher e a namorada dela                                                     |
| Lui yun na wa yee                                                           | Barbara Wong Chun-Chun                     | Hong Kong                                      | Documentário                        | Annabel Chong, Barbara Wong Chun-Chun, Ann Hui, Susan Yam-Yam Shaw                                                     | Entrevistas com mulheres de diversas idades, vivências, e sexualidades                                                                                         |
| Markova: Comfort Gay                                                        | Gil Portes                                 | Filipinas                                      | Biográfico, Comédia, Guerra, Drama  | Dolphy, Eric Quizon, Jeffrey Quizon, Andoy Ranay, Freddie Quizon, Ronnie Quizon                                        | Vagamente baseado na vida de Walter Dempster Jr., um homem gay filipino forçado a ser um 'gay de conforto' durante a ocupação japonesa                         |
| El mar                                                                      | Agustí Villaronga                          | Espanha                                        | Drama                               | Roger Casamajor, Bruno Bergonzini, Antònia Torrens, Hernán González, Ángela Molina                                     | Baseado no romance homônimo de Blai Bonet |
| Marlene                                                                     | Joseph Vilsmaier                           | Alemanha, Itália                               | Biográfico, Musical, Drama          | Katja Flint, Herbert Knaup, Heino Ferch, Hans Werner Meyer, Christiane Paul, Suzanne von Borsody                       | Sobre a vida de Marlene Dietrich |
| Me Da Igual                                                                 | David Gordon                               | Espanha                                        | Comédia                             | Alejandro Cano, María Jurado, Álvaro Gallegos, Fernando Cayon, Melanie Olivares, Begoña Hernando                       | Um escritor que vive com sua colega de quarto bissexual suspeita ser gay e decide escrever um livro sobre sua vida                                             |
| Mei li shao nian - Xing yi yi xiao wang zi                                  | Mickey Chen                                | Taiwan                                         | Documentário                        | | Segue as vidas de homens gays em Taipé |
| Mercy                                                                       | Damian Harris                              | EUA                                            | Mistério, Suspense, Erótico         | Ellen Barkin, Wendy Crewson, Peta Wilson, Karen Young, Julian Sands, Stephen Baldwin                                   | trad. Seduzidas para a Morte Uma detetive investiga uma série de assassinatos e fica obcecada com a amante de uma das vítimas                                  |
| Metamorphosis: The Remarkable Journey of Granny Lee                         | Luiz DeBarros                              | África do Sul                                  | Documentário                        | Ruth Barter | Sobre uma das figuras mais escandalosas da África do Sul, a drag queen Granny Lee, que se passava por branca                                                   |
| The Monkey's Mask                                                           | Samantha Lang                              | Austrália                                      | Crime, Suspense                     | Susie Porter, Kelly McGillis, Abbie Cornish, Marton Csokas                                                             | Uma detetive se apaixona por uma suspeita no caso de desaparecimento de uma jovem                                                                              |
| Morir (o no)                                                                | Ventura Pons                               | Espanha                                        | Drama                               | Carme Elias, Lluis Homar, Roger Coma, Marc Martinez, Anna Azcona, Carlota Bantula                                      | Sete histórias que terminam em morte tem seus finais alterados                                                                                                 |
| Mo Yan Ka Sai (無人駕駛)                                                    | Lawrence Ah Mon                            | Hong Kong                                      | Drama                               | Debbie Tam Kit-Man, Christy Cheung Wing-Yin, Angela Au Man-Sze, Maggie Poon, Vanesia Chu, Lam Hoi-Man                  | Também conhecido como Spacked Out Segue quatro adolescentes que descobrem que a mais nova entre elas está grávida                                              |
| My Left Breast                                                              | Gerry Rogers                               | Canadá                                         | Documentário                        | | Vídeo diário de uma mulher lutando contra o câncer de mama com a ajuda de sua parceira, amigos, e família                                                      |
| The Next Best Thing                                                         | John Schlesinger                           | EUA                                            | Comédia, Drama                      | Rupert Everett, Madonna, Benjamin Bratt, Michael Vartan, Josef Sommer, Lynn Redgrave                                   | |
| The Night Larry Kramer Kissed Me                                            | Tim Kirkman                                | EUA                                            | Comédia, Drama                      | David Drake | [ 109 ] |
| Nincsen nekem vágyam semmi                                                  | Kornél Mundruczó                           | Hungria                                        | Drama                               | Nagy Ervin, Roland Rába, Martina Kovács, Imre Csuja, Kálmán Somody, Ági Szirtes                                        | Um jovem bissexual ganha dinheiro assaltando casas com o irmão gay de sua namorada                                                                             |
| Una noche con Sabrina Love                                                  | Alejandro Agresti                          | Argentina                                      | Comédia, Drama                      | Cecilia Roth, Tomás Fonzi, Fabián Vena, Giancarlo Giannini, Norma Aleandro, Julieta Cardinali                          | trad. Uma Noite com Sabrina Love O passatempo de um adolescente que mora com a avó é assistir programas pornôs tarde da noite                                  |
| No One Sleeps                                                               | Jochen Hick                                | Alemanha                                       | Mistério, Drama, Romance            | Tom Wlaschiha, Irit Levi, Jim Thalman, Richard Conti, Charles Shaw Robinson, Kalene Parker                             | Um estudante de medicina gay da Alemanha Oriental vai a São Francisco enquanto há um serial killer matando sobreviventes do HIV                                |
| Nuyorican Dream                                                             | Laurie Collyer                             | EUA                                            | Documentário                        | | Um retrato de uma família pobre porto-riquenha vivendo em Nova Iorque                                                                                          |
| Once and Future Queen                                                       | Todd Verow                                 | EUA                                            | Drama                               | Philly, Bil Dwyer, Brenda Velez, Jennifer Blowdryer, Tia Sprocket, Sara Blasi                                          | Segue a vida de uma mulher itinerante com problemas mentais e sem nome                                                                                         |
| El otro barrio                                                              | Salvador García Ruiz                       | Espanha                                        | Drama                               | Àlex Casanovas, Jorge Alcázar, Alberto Ferreiro, Pepa Pedroche, Empar Ferrer, Mónica López                             | Um adolescente acusado de assassinato adquire um advogado relutante que quer se afastar de seu passado e esquecer um amor perdido                              |
| Our House: A Very Real Documentary About Kids of Gay & Lesbian Parents      | Meema Spadola                              | EUA                                            | Documentário                        | Ry Russo-Young | Examina diversas experiências de filhos de casais gays e lésbicos                                                                                              |
| Out: The Making of a Revolutionary                                          | Rhonda Collins, Sonja De Vries             | EUA                                            | Documentário                        | Laura Whitehorn | Sobre a ativista política Laura Whitehorn, que passou 14 anos presa por detonar uma bomba no Capitólio dos Estados Unidos                                      |
| Parágrafo 175                                                               | Rob Epstein, Jeffrey Friedman              | Alemanha, Reino Unido, EUA                     | Documentário                        | Rupert Everett (narrador), Karl Gorath, Gad Beck, Annette Eick, Albrecht Becker, Pierre Seel                           | |
| The Perfect Son                                                             | Leonard Farlinger                          | Canadá                                         | Drama                               | Colm Feore, David Cubitt, Chandra West, John Boylan, Juan Chioran                                                      | Dois irmãos que não se falavam a anos se reúnem no funeral do pai, e um revela que é gay                                                                       |
| O Peso da Água                                                              | Kathryn Bigelow                            | EUA, França, Canadá                            | Suspense, Drama                     | Sean Penn, Catherine McCormack, Elizabeth Hurley, Sarah Polley, Josh Lucas, Ciarán Hinds                               | Baseado no romance homônimo de Anita Shreve |
| Piccadilly Pickups                                                          | Amory Peart                                | Reino Unido                                    | Comédia, Erótico                    | Alexis Arquette, Christopher Green, Jake Darby, Shawn Stone, Rod Hunt                                                  | Um adolescente decide ir para Londres para ganhar dinheiro fácil como garoto de programa                                                                       |
| Plata quemada                                                               | Marcelo Piñeyro                            | Argentina, Uruguai, França, Espanha            | Crime, Suspense                     | Leonardo Sbaraglia, Eduardo Noriega, Pablo Echarri, Leticia Brédice, Ricardo Bartis, Dolores Fonzi                     | Baseado no romance homônimo de Ricardo Piglia |
| Presque rien                                                                | Sébastien Lifshitz                         | Bélgica, França                                | Romance, Drama                      | Jérémie Elkaïm, Stéphane Rideau, Dominique Reymond                                                                     | trad. Primeiro Verão Passando as férias na casa da avó a beira-mar, um jovem se apaixona por um garoto da sua idade                                            |
| Psycho Beach Party                                                          | Robert Lee King                            | EUA                                            | Comédia                             | Lauren Ambrose, Nicholas Brendon, Amy Adams, Charles Busch, Thomas Gibson, Matt Keeslar                                | trad, Horror na Praia Psicodélica Uma paródia dos 'filmes de praia' dos anos 60 misturado com um filme slasher                                                 |
| Punks                                                                       | Patrik-Ian Polk                            | EUA                                            | Comédia                             | Seth Gilliam, Dwight Ewell, Jazzmun, Renoly Santiago                                                                   | Segue a vida e os problemas de um grupo de amigos gays afro-americanos                                                                                         |
| Queens for a Night                                                          | Christopher Gomersall                      | EUA                                            | Documentário                        | Billie Boots | Mostra a cultura drag do Texas e da Flórida, dos anos 60 até o presente                                                                                        |
| Que Faisaient les Femmes Pendant que l'homme Marchait sur la Lune?          | Chris Vander Stappen                       | Canadá, França, Bélgica, Suíça                 | Drama                               | Marie Bunel, Helene Vincent, Tsilla Chelton, Mimie Mathy, Macha Grenon, Christian Crahay                               | Uma mulher retorna à sua pequena cidade belga e revela para a família que largou a faculdade e arranjou uma namorada canadense                                 |
| Questioning Aids in South Africa                                            | Robin Scovill                              | África do Sul                                  | Documentário                        | | Entrevistas durante a XIII Conferência Internacional da AIDS em Durban                                                                                         |
| A Raiz do Coração                                                           | Paulo Rocha                                | Portugal, França                               | Drama                               | Luís Miguel Cintra, Joana Bárcia, Isabel Ruth, Melvil Poupaud, Miguel Guilherme, António Durães                        | |
| Real Life: The Gay Dads                                                     |                                            | Reino Unido                                    | Documentário                        | William Boyde | Segue as tentativas de um casal gay de se tornarem pais |
| Red Dirt                                                                    | Tag Purvis                                 | EUA                                            | Romance, Drama                      | Dan Montgomery Jr., Aleksa Palladino, Walton Goggins, Karen Black, Peg O'Keef, Glenn Shadix                            | Um jovem procurando uma saída se interessa pelo recém chegado em sua pequena cidade                                                                            |
| Red Lipstick                                                                | Alexandra King                             | EUA                                            | Comédia, Aventura, Crime            | Steven Polito, Miss Understood, Debbie Harry, Jane Lynch, Marc Geller, James Lorinz                                    | Duas drag queens desafortunadas decidem serem os novos Bonnie e Clyde...mas nenhuma quer ser o Clyde                                                           |
| Rhythm & Blues                                                              | Stephen Lennhoff                           | Reino Unido                                    | Comédia, Suspense                   | Paul Blackthorne, Gary Fairhall, Tanya Green, Ian Henderson, Joe Hutton, Gary Lee                                      | Um homem é contratado por uma agência de acompanhantes gays |
| Ritual                                                                      | Stanley Bennett Clay                       | EUA                                            | Drama                               | Clarence Williams III, Denise Nicholas, Shawn Michael Howard, Angelle Brooks, Gerrie Ellis, Sean Michael Schultz       | Sentindo que há algo de errado com sua família, um jovem abandona a faculdade e volta para 'curá-los'                                                          |
| Rivals                                                                      | Norma Bailey                               | Canadá                                         | Crime                               | Mary-Margaret Humes, Jennifer Finnigan, Marnette Patterson, Rel Hunt, Jessica Greco, Joanne Vannicola                  | Também conhecido como The Stalking of Laurie Show |
| Rizoto                                                                      | Olga Malea                                 | Grécia                                         | Comédia, Romance, Drama             | Anna Mascha, Dimitra Matsouka, Kleon Gregoriadis, Konstandinos Markoulakis, Pantelis Kanarakis, Sotiris Skantzikas     | Duas mulheres casadas e com filhos formulam um plano para solucionar o lado ruim de seus casamentos                                                            |
| Le Roi Danse                                                                | Gérard Corbiau                             | França, Bélgica, Alemanha                      | Biográfico, Drama, Histórico        | Benoît Magimel, Boris Terral, Tchéky Karyo. Colette Emmanuelle. Cécile Bois. Claire Keim                               | trad. O Rei Dança Sobre Luís XIV da França, conhecido como o Rei Sol                                                                                           |
| Room to Rent                                                                | Khalid Al-Haggar                           | Reino Unido                                    | Comédia                             | Flaminia Cinque, Said Taghmaoui, Karim Belkhadra, Maureen O'Farrell, Rupert Graves, Clementine Celarie                 | [ 134 ] |
| Rosa e Cornelia                                                             | Giorgio Treves                             | Itália                                         | Drama, Histórico                    | Stefania Rocca, Chiara Muti, Athina Cenci, Massimo Poggio, Toni Barpi, Daria Nicolodi                                  | Uma condessa de Veneza, grávida fora do casamento, faz amizade com uma empregada na mesma situação                                                             |
| Rosatigre                                                                   | Tonino De Bernardi                         | Itália                                         | Drama                               | Filippo Timi, Giulietta De Bernardi, Santino Esposito, Federico Herman                                                 | Um jovem imigrante napolitano se prostitui em Turim |
| Sabaku (鎖縛)                                                               | Casino                                     | Japão                                          | Suspense, Erótico                   | Kazuhiro Sano, Kiyomi Itō, Mikio Satô                                                                                  | Um homem procura os assassinos de seu filho para se vingar |
| Satree lek                                                                  | Youngyooth Thongkonthun                    | Tailândia                                      | Comédia                             | Jesdaporn Pholdee, Sahaphap Tor, Chaicharn Nimpulsawasdi, Giorgio Maiocchi, Ekachai Buranapanit, Kokkorn Benjathikoon  | trad. As Damas de Ferro Baseado na história verídica de um time de volleyball formado por gays e kathoeys                                                      |
| Scarlet Diva                                                                | Asia Argento                               | Itália                                         | Drama, Erótico                      | Asia Argento, Jean Shepard, Herbert Fritsch, Gianluca Arcopinto, Joe Coleman, Francesca d'Aloja                        | trad. A Diva Escarlate |
| Scorn                                                                       | Sturla Gunnarsson                          | Canadá                                         | Crime                               | Eric Johnson, Brendan Fletcher, Bill Switzer, Emily Hampshire, Michael Hogan, Pam Hyatt                                | trad. Mente de um Assassino Um jovem mimado planeja matar sua mãe e avó com a ajuda de dois colegas para herdar as fortunas delas                              |
| Senswal                                                                     | Edgardo Vinarao                            | Filipinas                                      | Drama, Erótico                      | Piel Morena, Elizabeth Oropesa, Gary Estrada, Ester Chavez, Tommy Abuel, Mike Magat                                    | A amizade entre duas irmãs vira ódio quando uma descobre que a outra é uma garota de programa                                                                  |
| Shadow of the Vampire                                                       | E. Elias Merhige                           | Reino Unido                                    | Drama, Terror                       | John Malkovich, Willem Dafoe, Udo Kier, Cary Elwes, Catherine McCormack, Eddie Izzard                                  | |
| Shafted!                                                                    | Tom Putnam                                 | EUA                                            | Comédia                             | Morgan Rusler, Hayley Man, Angelle Brooks, David James Alexander, Gary Coleman                                         | Um cara branco acha que é um herói de um filme blaxploitation                                                                                                  |
| Skeleton Woman                                                              | Vivi Letsou                                | EUA                                            | Drama                               | Serena Scott Thomas, Daphne Rubin-Vega, Tony Denison, Ria Pavia, J.E. Freeman, Lilyan Chauvin                          | Uma stripper vive com sua namorada escritora, que a trái com outra mulher                                                                                      |
| Soeur Innocenta, priez pour nous!                                           | Caroline Fourest, Fiammetta Venner         | França                                         | Documentário                        | Guillaume | Sobre um ex-católico tradicionalista, monarquista que assumiu sua sexualidade e faz parte de um movimento de ativistas gays que se vestem de freiras           |
| Songcatcher                                                                 | Maggie Greenwald                           | EUA                                            | Drama                               | Janet McTeer, Michael Davis, Michael Goodwin, Greg Russell Cook, Jane Adams, E. Katherine Kerr                         | [ 145 ] |
| Sordid Lives                                                                | Del Shores                                 | EUA                                            | Comédia                             | Bonnie Bedelia, Delta Burke, Leslie Jordan, Beau Bridges, Beth Grant, Olivia Newton-John                               | trad. Uma Família e Tanto Baseado na peça homônima de Shore, que possui elementos da vida do diretor                                                           |
| Sorted                                                                      | Alexander Jovy                             | Reino Unido, EUA                               | Suspense, Mistério                  | Matthew Rhys, Sienna Guillory, Tim Curry, Jason Donovan, Fay Masterson, Kelly Brook                                    | Um jovem advogado investiga a morte de seu irmão |
| Sour Apple Freeze Pop                                                       | Chaz Lipp                                  | EUA                                            | Comédia                             | Marcio Catalano, Paul Cotter, Gorneth D'Oyley, Jamila Ephron, Jeremy Grater, Judith Hendricks                          | Um dramaturgo com problemas de criatividade vive sob o controle financeiro do pai                                                                              |
| Spin the Bottle                                                             | Jamie Yerkes                               | EUA                                            | Drama, Comédia                      | Heather Goldenhersh, Michael Conn, Jessica Faller, Allison Gervais, Holter Graham, April Harvey                        | Quando cinco amigos de infância se reencontram, velhos ciúmes retornam                                                                                         |
| Die Stille nach dem Schuß                                                   | Volker Schlöndorff                         | Alemanha                                       | Drama, Romance                      | Bibiana Beglau, Nadja Uhl, Martin Wuttke, Harald Schrott, Mario Irrek, Alexander Beyer                                 | trad. A Lenda de Rita |
| Strippers                                                                   | Jorge Ameer                                | EUA                                            | Drama                               | Tony Tucci, Johnny Greenlaw, Jorge Ameer, Kerrie Clark, Kirsten Holly Smith                                            | [ 151 ] |
| A Sudden Loss of Gravity                                                    | Todd Verow                                 | EUA                                            | Drama                               | Philly Abe, Craig Bowden, Tiffany Cordell-Lee, Rebecca Denise, Devery Doleman, Bil Dwyer                               | A morte de um adolescente causada por um motorista bêbado desencadeia uma série de eventos no Maine dos anos 80                                                |
| Superstarlet A.D.                                                           | John Michael McCarthy                      | EUA                                            | Musical, Ficção Científica, Comédia | Kerine Elkins, Gina Velour, Michele Carr, Rita D'Albert, Hugh Brooks, Katherine St. Valentine                          | Uma mulher busca o filme burlesco histórico de sua avó por um deserto pós-apocalíptico                                                                         |
| Swimming                                                                    | Robert J. Siegel                           | EUA                                            | Drama                               | Lauren Ambrose, Jennifer Dundas, Joelle Carter, Jamie Harrold, James Villemaire, Josh Pais                             | A amizade entre duas garotas é ameaçada por recém-chegados em sua cidade praiana                                                                               |
| Taniec Trzcin                                                               | Andrzej Fidyk                              | Polônia                                        | Documentário                        | | Um relatório sobre a AIDS na Suazilândia, onde 1 em 4 pessoas é soropositiva                                                                                   |
| Thin Air                                                                    | Robert Mandel                              | EUA                                            | Crime                               | Joe Mantegna, Marcia Gay Harden, Jon Seda, Luis Guzmán, Miguel Sandoval, Joanna Miles                                  | [ 156 ] |
| Things You Can Tell Just by Looking at Her                                  | Rodrigo García                             | EUA                                            | Drama                               | Glenn Close, Cameron Diaz, Calista Flockhart, Kathy Baker, Amy Brenneman, Valeria Golino                               | |
| Tillsammans                                                                 | Lukas Moodysson                            | Suécia                                         | Comédia, Drama                      | Lisa Lindgren, Michael Nyqvist, Emma Samuelsson, Sam Kessel, Gustaf Hammarsten, Ola Rapace                             | trad. Bem-Vindos Segue as dinâmicas dentro de uma comunidade de um prédio                                                                                      |
| Timecode                                                                    | Mike Figgis                                | EUA                                            | Drama                               | Xander Berkeley, Golden Brooks, Saffron Burrows, Viveka Davis, Richard Edson, Salma Hayek                              | |
| Too Much Flesh                                                              | Jean-Marc Barr, Pascal Arnold              | França                                         | Drama                               | Jean-Marc Barr, Rosanna Arquette, Élodie Bouchez, Ian Brennan, Ian Vogt, Stephnie Weir                                 | trad. Sensual Demais Um homem virgem casado tem um caso com uma estranha que choca a comunidade                                                                |
| Trois                                                                       | Rob Hardy                                  | EUA                                            | Suspense, Erótico                   | Gary Dourdan, Kenya Moore, Gretchen Palmer, Chrystale Wilson, Bryce Wilson                                             | trad. Amor a Três ou Prazer a Três Um casal decide apimentar o casamento ao contratar uma prostituta bissexual                                                 |
| The Truth About Jane                                                        | Lee Rose                                   | EUA                                            | Drama                               | Stockard Channing, Ellen Muth, Kelly Rowan, Jenny O'Hara, RuPaul, Noah Fleiss                                          | trad. A Verdade Sobre Jane Uma professora do ensino médio descobre sua homossexualidade, para o horror de sua mãe intolerante                                  |
| Two Brides and a Scalpel: Diary of a Lesbian Marriage                       | Mark Achbar                                | Canadá                                         | Documentário                        | | Uma psicoterapeuta e uma motorista de trator trans se unem no chamado primeiro casamento lésbico do Canadá                                                     |
| Two Brothers                                                                | Richard Bell                               | Canadá                                         | Drama                               | Norbert Orlewicz, Cody Campbell, Karen Rae, Kevin MacDonald, Wendy Vitter                                              | Dois irmãos, um hétero e um gay, se mudam para a cidade grande após a morte da mãe                                                                             |
| Urbania                                                                     | Jon Matthews                               | EUA                                            | Drama, Suspense                     | Dan Futterman, Paige Turco, Samuel Ball, Josh Hamilton, Matt Keeslar, Alan Cumming                                     | trad. Urbania: A Vida na Cidade Co-roteirizado por Daniel Reitz, baseado em sua peça Urban Folk Tales                                                          |
| La virgen de los sicarios                                                   | Barbet Schroeder                           | Colômbia                                       | Romance, Crime, Drama               | Germán Jaramillo, Anderson Ballesteros, Juan David Restrepo, Manuel Busquets                                           | Um autor retorna a Medellín depois de anos longe e se apaixona por um jovem assassino de aluguel                                                               |
| Vulgar                                                                      | Bryan Johnson                              | EUA                                            | Crime, Drama                        | Brian O'Halloran, Bryan Johnson, Jerry Lewkowitz, Ethan Suplee, Matthew Maher, Debra Karr                              | Um palhaço começa a trabalhar em drag em despedidas de solteiro, mas acaba nas garras de um trio de psicopatas                                                 |
| What's Cooking?                                                             | Gurinder Chadha                            | Reino Unido, EUA                               | Comédia, Drama                      | Joan Chen, Julianna Margulies, Mercedes Ruehl, Kyra Sedgwick, Alfre Woodard, Maury Chaykin                             | trad. O Que Tem para o Jantar? Quatro famílias de etnias diferentes se juntam para uma ceia de Ação de Graças                                                  |
| Wild About Harry                                                            | Declan Lowney                              | Reino Unido                                    | Comédia                             | Brendan Gleeson, Amanda Donohoe, James Nesbitt, Adrian Dunbar, Bronagh Gallagher, Ruth McCabe                          | Um chef celebridade de má reputação e no meio de um divórcio é espancado e fica com amnésia                                                                    |
| Woman on Top                                                                | Fina Torres                                | EUA, Brasil, Espanha                           | Comédia, Romance                    | Penélope Cruz, Murilo Benício, Harold Perrineau Jr., Mark Feuerstein                                                   | |
| Wonder Boys                                                                 | Curtis Hanson                              | EUA                                            | Comédia, Drama                      | Michael Douglas, Tobey Maguire, Frances McDormand, Katie Holmes, Rip Torn, Robert Downey Jr.                           | Baseado no romance homônimo de Michael Chabon |
| Worlds of Mei Lanfang                                                       | Mei-Juin Chen                              | China                                          | Documentário                        | Alan Chow, Sergei M. Eisenstein, Douglas Fairbanks, Mei Lanfang, Zedong Mao, Daxing Zhang                              | Sobre Mei Lanfang, ator crossdresser da China do começo do século XX                                                                                           |
| Ye ben (夜奔)                                                               | Li-Kong Hsu, Chi Yin                       | Taiwan, China                                  | Drama, Romance                      | René Liu, Huang Lei, Yin Chao-Te, Leon Dai, Gua Ah-leh, Shu Yaoxuan                                                    | Segue o relacionamento entre uma mulher, seu noivo americano, e um ator de ópera na China dos anos 30                                                          |
| Les yeux brouillés                                                          | Rémi Lange                                 | Canadá                                         | Documentário                        | Rémi Lange, David P., Antoine Parlebas, Jacques Lange, Emilie Cordelier, Grégory Alexandre                             | Um homem filma a vida dele e de seu namorado |
| Les yeux fermés                                                             | Olivier Py                                 | França                                         | Drama                               | Olivier Py, Samuel Churin, Michel Fau, Benjamin Ritter, Eléonore Briganti, Philippe Girard                             | [ 170 ] |
| Yi jian zhong qing (一見鍾情)                                               | Andrew Lau                                 | Hong Kong                                      | Romance                             | Maggie Cheung, Leon Lai, Eric Kot, Richard Ng, Suki Kwan, Valerie Chow                                                 | Também conhecido como Sausalito |
| Yo soy así                                                                  | Sonia Herman Dolz                          | Espanha                                        | Documentário                        | | Sobre os últimos dias da famosa Bodega Bohemia, boate de variedades de Barcelona                                                                               |
| Zindagi Zindabad                                                            | Sumitra Bhave, Sunil Sukthankar            | Índia                                          | Drama                               | Mita Vasisht, Milind Gunaji, Uttara Baokar, Abhiram Bhadkamkar, Nissar Khan, Abhay Kulkarni                            | Determinada a encontrar a fonte do sangue que infectou seu namorado com HIV, uma mulher descobre a história trágica de dois homens                             |
| Zurück auf Los!                                                             | Pierre Sanoussi-Bliss                      | Alemanha                                       | Drama                               | Michael Ande, Markus Böttcher, Anja Kling, Dieter Bach, Pierre Sanoussi-Bliss, Matthias Freihof                        | Um homem descobre que é soropositivo e desiste de viver, mas acaba encontrando uma nova família e se apaixonando                                               |
| Zwei Frauen, ein Mann und ein Baby                                          | Wolfgang Murnberger                        | Áustria                                        | Comédia                             | Nicole Ansari-Cox, Eva Herzig, Ralf Bauer, Max Moor, Peter Matic, Nina Proll, Alfons Haider                            | Um casal lésbico com problemas no relacionamento decidem que ter um filho pode resolver seus conflitos                                                         |